# Дом при Софийской звоннице
Дом при Софийской звоннице — памятник архитектуры. Расположен в Великом Новгороде, современный адрес дома — Новгородский Кремль, строение 5.
На уровне первого этажа кладка сделана с использованием булыжника и плитняка, выше используется кирпич, размеры которого различаются, как и состав раствора. Каменное двухэтажное здание декорировано лопатками, межэтажным карнизом, рядами бегунца, поребриком в завершении, у верхних окон богатые наличники.
Домик при звоннице, по результатам исследований, проведённых Давыдовым и Захаровой в 1946 году, возможно, был одноэтажным и сооружён около середины XVII века. Приблизительно в конце XVII века при перестройке звонницы был надстроен второй этаж и переделан первый, причём на второй этаж попасть можно было по крыльцу и пристройке звонницы. Современные окна, возможно, устроены в XIX веке с хорошей стилизацией под старину, ранние окна были узкие и по расположению лишь частично совпадают с нынешними. Во время восстановительных работ под руководством В. Н. Захаровой в 1946 году восстановили лишь часть здания — руины южной части были разобраны, так как эта часть была разрушена прямым попаданием бомбы; также была сделана внутренняя перепланировка оставшейся части здания.
В XIX веке в здании жили сторожа Софийского собора и звонари Софийской звонницы.
Во время Великой Отечественной войны при прямом попадании бомбы была полностью уничтожена южная треть здания, в остальной части были сломаны кровля и деревянные конструкции — перекрытия, полы, лестница, заполнения проёмов. Частичную реставрацию и исследование провела в 1946 году В. Н. Захарова, разрушенная часть была разобрана, отделена от сохранившейся поперечной стеной, на фасаде которой показана утраченная часть здания.
Капитальный ремонт домика прошёл по заказу Новгородского музея-заповедника в 2006—2007 годах.